# Chaitophorus variegatus
Chaitophorus variegatus är en insektsart. Chaitophorus variegatus ingår i släktet Chaitophorus och familjen långrörsbladlöss. Inga underarter finns listade i Catalogue of Life.